# Fornace
Fornace est une commune d'environ 1 300 habitants située dans la province autonome de Trente dans la région du Trentin-Haut-Adige dans le nord-est de l'Italie.

## Administration
| Période                                  | Période  | Identité        | Étiquette | Qualité |
| ---------------------------------------- | -------- | --------------- | --------- | ------- |
| 9 mai 2005                               | En cours | Pierino Caresia |           |         |
| Les données manquantes sont à compléter. |          |                 |           |         |

### Hameaux
Fornace, pian del giac, santo stefano (san stefen)

### Communes limitrophes
Les communes limitrophes sont  Albiano, Baselga di Piné, Civezzano, Lona-Lases et Pergine Valsugana.